# Szombierki Bytom
El Szombierki Bytom es un equipo polaco de fútbol de la ciudad de Szombierki distrito de Bytom. El Szombierki actualmente juega en la III Liga. El mayor logro de este club fue el campeonato de liga de 1980.

## Rivalidades
Su principal rival son sus vecinos del Polonia Bytom, equipo con el que juega el Derbi de Bytom.

## Palmarés

### Torneos nacionales
- Ekstraklasa (1): 1979/1980

## Participación en competiciones de la UEFA
| Temporada | Torneo         | Ronda    | Club                | Casa | Visita | Global/Posición |
| --------- | -------------- | -------- | ------------------- | ---- | ------ | --------------- |
| 1964–65   | Copa Intertoto | Grupo B3 | MFK Košice          | 3–0  | 2–4    | 1° Lugar        |
| 1964–65   | Copa Intertoto | Grupo B3 | Vorwärts Berlin     | 2–0  | 0–2    | 1° Lugar        |
| 1964–65   | Copa Intertoto | Grupo B3 | Wiener SC           | 3–1  | 3–2    | 1° Lugar        |
| 1964–65   | Copa Intertoto | 1        | RFC Liège           | 0–0  | 0–1    | 0–1             |
| 1980–81   | European Cup   | 1        | Trabzonspor         | 3–0  | 1–2    | 4–2             |
| 1980–81   | European Cup   | 1/8      | CSKA Sofia          | 0–1  | 0–4    | 0–5             |
| 1981–82   | UEFA Cup       | 1        | Feyenoord Rotterdam | 1–1  | 0–2    | 1–3             |